# Intolerancia (diario)
Intolerancia Diario es un periódico de circulación regional en el estado de Puebla, el cual se edita e imprime en Puebla de Zaragoza de lunes a viernes. El proyecto periodístico de Intolerancia se remonta a 1999 en el formato de revista, evolucionando a un consolidado grupo con presencia radiofónica, impresa diaria, digital con portales web especializados, y en redes sociales.

## Historia
Intolerancia nace en 1999 como una revista quincenal, dirigida hacia un público político y del círculo rojo de Puebla. Su irreverente estilo periodístico dio origen a que dos años después la revista se transformase en un diario.
El lunes 7 de mayo del 2001 los puestos de periódicos de la ciudad de Puebla amanecieron con un periódico formato tabloide, 32 páginas y portada a colores, con un nombre que, al mismo tiempo que designaba una aspiración, también denotaba relación entre un diario y sus lectores.
En mayo del 2002, al cumplirse el primer año del diario, de la portada pueden entresacarse estas líneas: “De entrada, quisimos hacer un periódico mejor equipado de pasiones que de razones, un espacio donde circularan bofetadas e ideas. No nos ha ido mal. Al contrario: nuestro diario es hoy el paso obligado de la polémica, las confrontaciones y hasta los sainetes”.
El periódico ha informado el acontecer político de once periodos del ejecutivo poblano, transitando junto a los gobernadores Melquiades Morales, Mario Marín, Rafael Moreno Valle, Antonio Gali, Martha Érika Alonso, Jesús Rodríguez Almeida, Guillermo Pacheco Pulido, Miguel Barbosa Huerta, Ana Lucía Hill Mayoral, Sergio Salomón Céspedes, y actualmente en el periodo 2024-2030, Alejandro Armenta Mier.

## Circulación
Con un tiraje de 4,500 ejemplares diarios, Intolerancia Diario se distribuye en distintos puntos de Puebla de Zaragoza al igual que en los municipios de Acajete, Amozoc, Atlixco, Cuetzalan, Chignahuapan, Huauchinango, Huejotzingo, Izúcar de Matamoros, San Andrés Cholula, San Martin Texmelucan, San Pedro Cholula, Tecamachalco, Tehuacán, Tepeaca, Teziutlán, Xicotepec y Zacapoaxtla.

## Plataforma multimedia
Intolerancia Diario cuenta con una amplia cobertura digital. La información se distribuye a través de su página web y redes sociales.
En 2016, Intolerancia expandió su alcance al ofrecer una completa experiencia multimedia para sus lectores al lanzar Destrozando la Noticia, un programa digital en vivo transmitido de lunes a viernes en las plataformas de Facebook, Twitter y Youtube.
El talento periodístico de Intolerancia Diario también tiene eco en las estaciones radiofónicas de Intolerancia Media Group, a través del brazo radiodifusor del grupo, Cadena IN.

## GRADA, Diario Deportivo
Fundado en 2022, GRADA nació como la sección de deportiva de Intolerancia Diario. Se distingue como el único diario impreso dedicado al deporte en Puebla, México. Se complementa con uno de los sitios web de deportes más destacados de Puebla, y plataformas de redes sociales de mayor seguimiento en cuanto a información deportiva en el estado.

## Premios
En octubre de 2015, la periodista Anna Jennifer de la Fuente obtuvo el Premio Cuauhtémoc Moctezuma al Periodismo en la categoría de Noticia, por “Inservibles, mototractores del gobierno morenovallista” la cual se publicó el 3 de diciembre de 2014.
Similares premios fueron obtenidos por la crónica del periodista Mario Martell sobre el festival de Ciudad de las Ideas del Grupo Salinas. Y por los reportajes de Eduardo Castillo sobre la estafa ecológica en 2008 para sanear el río Atoyac por la empresa francesa Degrémont, y sus investigaciones que revelaron la compra irregular de helicópteros por el gobierno estatal de Rafael Moreno Valle.

## Nombre del periódico
Intolerancia Diario adopta su nombre de la necesidad de establecer límites contra la tolerancia en el afán de preservar una sociedad tolerante, aunque suene paradójico. 
Una tolerancia absoluta termina permitiendo y empoderando a los intolerantes, aquellos que se mueven en los extremos de las ideas y discriminan a aquellos que no piensan igual que ellos. Esto no significa no consentir muestras de intolerancia, pero confrontarlas mediante datos, rigor periodístico, y los poderes bajo la lupa.